# Mouzaki
Mouzaki (in greco Μουζάκι?) è un comune della Grecia situato nella periferia della Tessaglia (unità periferica di Karditsa) con 16 407 abitanti secondo i dati del censimento 2001
A seguito della riforma amministrativa detta Programma Callicrate in vigore dal gennaio 2011 che ha abolito le prefetture e accorpato numerosi comuni, la superficie del comune è ora di 314 km² e la popolazione è passata da 10 148  a 16 407 abitanti